# تراست پورت
تراست پورت به عنوان یک شرکت نرم‌افزاری که دفتر مرکزی آن در شهر برنو کشور جمهوری چک می‌باشد که تمرکز آن بر امنیت اطلاعات در حوزه فناوری اطلاعات می‌باشد. نمونه کارهای این شرکت شامل راهکارهایی برای داده‌های بزرگ و امنیت شبکه‌های کامپیوتری برای کسب و کارهای متوسط و بزرگ می‌باشد.

## محصولات فعلی

### کسب و کارهای معمولی و بزرگ
- TrustPort Threat Intelligence

سیستم هوشمندی در مقابله تهدیدهای تراست پورت برای یک شبکه جامع و برای نظارت بر امنیت سیستم جامع متمرکز بر شبکه و داده‌ها با حفاظتی مؤثر و برجسته، بر اساس روش تجزیه و تحلیل رفتاری شبکه است.
- TrustPort Security Elements

این نسخه از تراست پورت در نسخه‌های (پایه، پیشرفته و پریمیوم و نهایی) و طراحی شده‌است برای محافظتی تأثیر گذار بر روی کامپیوترهای شبکه از اهداف (آنتی‌ویروس، ضدجاسوسی، ضدهرزنامه، دیوار آتش هوشمند، دفاع از خود در برابر حملات، مانیتورینگ، برگردانی اطلاعات سیستم، رمزنگاری و فشرده‌سازی اطلاعات و مدیزیت متمرکز و …)

### محصولات خانگی و کسب و کارهای کوچک
- TrustPort Total Protection

امنیت کامل اطلاعات سیستم شما (ضدویروس و ضد تروجان و محافظت از اینترنت و دیوار آتش هوشمند و محافظت از اطلاعات و امنیت بر روی اطلاعات اشتراک گذاری شده تمامی وضایفی است که این محصول برای شما برآورده می‌نماید
- TrustPort Internet Security

راهکار جامع امنیت برای کامپیوترهای شخصی (آنتی‌ویروس‌های قابل حمل، سیستم حفاظت از فایل‌ها به نام file system Protection , امنیت برای ایمیل و صفحات وب، کنترل صفحات وب سایت‌ها، دیوار آتش هوشمند، و قفل والدین برای کودکان و …)
- TrustPort Security Elements

این نسخه از تراست پورت در نسخه‌های (پایه، پیشرفته و پریمیوم و نهایی) و طراحی شده‌است برای محافظتی تأثیر گذار بر روی کامپیوترهای شبکه از اهداف (آنتی‌ویروس، ضدجاسوسی، ضدهرزنامه، دیوار آتش هوشمند، دفاع از خود در برابر حملات، مانیتورینگ، برگردانی اطلاعات سیستم، رمزنگاری و فشرده‌سازی اطلاعات و مدیزیت متمرکز و …)

### راهکارهای تلفن‌های همراه
- TrustPort Mobile Security[۱]

نرم‌افزاری همه‌کاره برای محافظت با حساسیت بالا از دستگاه موبایل شما این توضیحی است که شرکت تراست پورت برای محصول خود یعنی موبایل سکوریتی تراست پورت داده‌است ویژگی‌های این نرم‌افزار (آنتی‌ویروس، سپر دفاعی، مدیریت نرم‌افزارهای نصب شده بر روی سیستم عامل موبایل و نسخه پشتیبان از اطلاعات، موقعیت جغرافیای برای پیدا کردن موبایلهای گم شده و عدم دسترسی نرم‌افزارها برای استفاده از موقعیت جغرافیایی موبایل‌ها و مدیریت بلاک کردن شماره‌ها و پیامک‌های ناخواسته و تبلیغاتی و …) از قابلیت‌های بارز موبایل سکوریتی تراست پورت می‌باشد، موبایل سکوریتی تراست پورت بر روی سیستم عامل‌های اندریو و iOS قابل نصب می‌باشد.
- TrustPort Portunes

راهکاری برای محافظت از اطلاعات حساس همچون شماره PIN موبایل یا شماره حساب کارت بانکی یا محافظت از یادداشتهای شخصی می‌باشد (گرفتن نسخه پشتیبان و همچنین رمزنگاری بر روی این اطلاعات، سینک کردن با هوشمندی بالا و ایجاد پسوردهای متفاوت بر روی فایل‌های حساس مواردی است که امنیت این نرم‌افزار را تأیید می‌کند) ای نرم‌افزار قابلیت نصب بر روی iOS و اندروید را دارا می‌باشد for Android and iOS.
- TrustPort Skytale

نرم‌افزاری برای محافظت از ایمیل و پیام کوتاه و رمزنگاری کامل از پیام‌ها برای استفاده در سیستم عامل اندروید و مک
- TrustPort Trustee

آنتی‌ویروس موبایل تراست پورت با نام تراستی تراست پورت که در واقع محافظت موبایل شما را به عهده دارد (موقعیت جغرافیایی، قابلیت فیلتر کردن پیامک‌ها و تماس‌ها، نسخه پشتیبان، گشت و گذار ایمن در وب سایتها) از قابلیتهای این نرم‌افزار می‌باشد. این نرم‌افزار بر روی iOS و اندروید قابل نصب می‌باشد.
- TrustPort Pictura

محافظت از فایل‌ها و تضاویر نام نرم‌افزاری از تراست پورت است که به خوبی تمامی مدارک و عکس‌ها ی شخصی را محافظت می‌نماید از ویژگی‌های این نرم‌افزار خواهیم داشت (رمزگذاری تصاویر حساس و شخصی و مدارکی که با فرمت‌های JPG, PNG, PDF, TXT, DOC, XLS, PPT می‌باشد را به وسیله محافظت با پسورد به عنوان داده‌های خصوصی شمرده می‌شود و آن‌ها را از دسترسی به عوامل دیگر بازمی‌دارد. این نرم‌افزار بر روی iOS و اندروید قابل نصب می‌باشد